# Cataglyphis cugiai
Cataglyphis cugiai é uma espécie de inseto do gênero Cataglyphis, pertencente à família Formicidae.